# McDonnell Douglas MD-94X
Le McDonnell Douglas MD-94X était un avion de ligne à propulsion par propfan, dont la production était prévue pour commencer en 1994. Annoncé en janvier 1986, l'avion devait pouvoir accueillir entre 160 et 180 passagers, éventuellement en configuration à deux couloirs. Une conception entièrement nouvelle qui a été étudiée en interne depuis au moins 1984, le MD-94X a été développé au milieu des années 1980 pour concurrencer le Boeing 7J7 similaire. Le prix du pétrole devrait toutefois être d’au moins 1,40 $ US par gallon pour que McDonnell Douglas puisse construire l’avion. La configuration était similaire à celle du MD-80, mais des technologies avancées telles que les plans avant canards, le contrôle de la couche limite laminaire et turbulente, le contrôle de vol par manche latéral (via fibre optique ) et la construction en alliage aluminium-lithium étaient à l'étude. L'intérêt des compagnies aériennes pour la toute nouvelle technologie de soufflante non carénée (Propfan en anglais) était faible malgré les affirmations d'une réduction allant jusqu'à 60 % de la consommation de carburant, et les deux avions ont été annulés[réf. nécessaire].
En même temps, deux variantes commerciales du MD-80 alimentées par un propulseur à hélice étaient en cours de développement. Le « MD-91X » aurait pu accueillir 100 à 110 passagers et est entré en service en 1991. Le « MD-92X », un avion de 150 places dont l'entrée en service était prévue pour 1992, devait à l'origine être un 76 en étirement (1,9 m) du MD-80. Le prix par moteur aurait été estimé à 1,6 million de dollars américains de plus pour les propulseurs à hélice que pour les moteurs de la série Pratt & Whitney JT8D-200 du MD-80. Les DC-9 et MD-80 existants auraient également pu bénéficier d'une mise à niveau vers les nouveaux moteurs à ventilateur. Le 19 mai 1987, McDonnell Douglas a testé le moteur à soufflante non carénée (UDF) de General Electric Aviation en vol pour la première fois sur un démonstrateur MD-80, un avion qui a été restauré après avoir subi une séparation de l'empennage en 1980 lors de l'atterrissage d'un vol d'essai de certification pour le DC-9 Super 80.
Une variante militaire propulsée par un propulseur à ventilateur du MD-87 ou MD-91X, appelée P-9D, a également été proposée comme avion de lutte anti-sous-marine (ASW). Le P-9D était destiné à être utilisé dans le cadre du programme d'avions de lutte anti-sous-marine à long rayon d'action (LRAACA) de la marine américaine, qui devait initialement remplacer la flotte existante de 125 avions Lockheed P-3 Orion. En octobre 1988, la Marine a choisi un dérivé du P-3 Orion (qui a ensuite été rebaptisé Lockheed P-7 A) comme avion LRAACA plutôt que le P-9D.
Le 10 octobre 1989, McDonnell Douglas a annoncé publiquement qu'elle abandonnait le développement d'avions à propulsion par propfan, car les compagnies aériennes étaient préoccupées par le risque technologique et le coût par rapport à un avion de ligne à propulsion conventionnelle.

## Caractéristiques

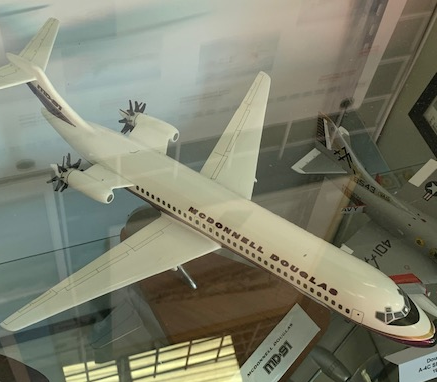
Un modèle réduit de bureau du projet d'avion de ligne à ventilateur propulsif McDonnell Douglas MD-91.

| Avion                           | MD-91X                                      | MD-92X                                      | MD-94X | P-9D                                      |
| ------------------------------- | ------------------------------------------- | ------------------------------------------- | ------ | ----------------------------------------- |
| Dévivé de                       | MD-87                                       | MD-88                                       | MD-80  | MD-87 ou MD-91X                           |
| Sièges en classe mixte          | 114                                         | 165                                         |        | N/A                                       |
| Prix de vente                   | US$25 million (≃22millions€)                | >US$30 million (>27millions€)               |        |                                           |
| Longueur                        | 120 ft 11in (36,86 m)                       | 157ft 4 in (47,96m)                         |        | 132 ft 2 in (40,3m)                       |
| Masse à vide                    | 83,508 lb (37,879 kg)                       | 91,579 lb (41,540 kg )                      |        |                                           |
| Masse Maximale au décollage     | 133,000 lb (60,000kg)                       | 155,000 lb (70,000kg)                       |        | 165,000 lb (75,000 kg)                    |
| Vitesse de croisière            | Mach 0.76                                   | Mach 0.76                                   |        | 430 noeuds (490 mph; 800 km/h)            |
| Distance Franchissable          | 2,563 nmi (2,949 mi; 4,747 km)              | 2,424 nmi (2,789 mi; 4,489 km)              |        | 2,000 nmi (2,300 mi; 3,700km)             |
| Longueur piste decollage requis | 5,200 ft (1,600m)                           | 7,000 ft (2,100m)                           |        |                                           |
| Moteur (×2)                     | General Electric GE36-C22 or PW-Allison 578 | General Electric GE36-C25 or PW-Allison 578 |        | General Electric GE36 or PW-Allison 578-D |
| Poussée par moteur              | 22,000 lbf (98 kN)                          | 25,000 lbf (110 kN)                         |        | 25,000 lbf (110 kN)                       |
| Volume cargo en soute           | 773 cu ft (21.9m³)                          | 1.250cu ft (35m³)                           |        | N/A                                       |